# Alandia försäkring
Alandia Försäkring Abp är ett försäkringsbolag baserad på Åland som består av tre bolag. Alandia erbjuder marin- transport- och båtförsäkringar. Koncernen omsätter 113 miljoner euro.
Alandia betyder Åland på latin och huvudkontoret finns i Mariehamn på Åland. Filialkontor finns i Stockholm, Göteborg och Helsingfors. Moderbolaget grundades 1938 av redare på Åland, och från början var det ett försäkringsbolag främst för rederier på Åland.
Sedan 24 oktober 2016 är Tony Karlström vd för koncernen.

## Verksamhet
Alandia Försäkring Abp erbjuder marin- och transportförsäkringar internationellt med Norden som kärna. Marknaden för segmentet båtförsäkring är Sverige och Finland. Kasko är Alandias kärnaffärsområde med sin ledande position inom segmentet små eller medelstora fartyg i både Finland och Sverige.

## Alandias historia
I början av 1900-talet gick åländska fraktfartyg regelbundet på internationella rutter, inte minst mellan Australien och England. Fartygen och deras laster betingade stora värden, och att försäkra dessa var mycket viktigt, särskilt i ett litet landskap som Åland. Åren innan andra världskriget bestod den åländska flottan av 75 fartyg på närmare 200 000 dödviktston. Fram till 1937 var det ett tjugotal utländska försäkringsbolag som sålde fartygsförsäkringar på Åland.
År 1937 bestämde sig en grupp redare för att grunda ett åländskt sjöförsäkringsbolag. I slutet av september presenterades planerna för vice häradshövding Birger Jarl Palme på restaurang Royal i Helsingfors. Palme åtog sig att utreda saken och den 28 december kunde förslaget presenteras för redarföreningens styrelse. De beslutade att rekommendera att bolaget skulle grundas omedelbart med ett garantikapital på 2 miljoner mark. 24 rederiaktiebolag skrev under bolagsavtalet den 30 december 1937. Därigenom grundades moderbolaget som då hette Redarnas Ömsesidiga Försäkringsbolag (RÖF).
År 1938 registrerades bolaget och verksamheten startade. Ordförande blev Ålands störste redare genom tiderna, Gustaf Erikson och Palme utsågs som verkställande direktör. Samma år öppnade RÖF kontor på Torggatan 20 i Mariehamn. RÖF hade några framgångsrika år i början, men andra världskriget ställde till problem. 1941 blev ett svart år i historien med fyra sänkta fartyg och tio beslagtagna av fienden.
År 1948 grundades det första dotterbolaget, Återförsäkringsbolaget Alandia. Samma bolag ombildades 1957 till ett direktförsäkringsbolag med dagens namn, Försäkringsaktiebolaget Alandia. Verksamheten utvidgades till många slags försäkringar: olycksfall, brand, inbrott, djur med mera.[4] 
År 1961 såg man ett behov av ett åländskt livförsäkringsbolag och grundade det andra dotterbolaget, Försäkringsaktiebolaget Liv-Alandia. 1994 delades det upp i två olika bolag: Försäkringsaktiebolaget Pensions Alandia och Försäkringsaktiebolaget Liv-Alandia.
År 1996 öppnade Alandia kontor i Stockholm och därefter öppnades kontor i Helsingfors och Göteborg år 2001.
År 2015 fusionerades Försäkringsaktiebolaget Alandia med moderbolaget RÖF. RÖF ombildades till aktiebolag och döptes till Försäkringsaktiebolaget Alandia. De största delägarna i Försäkringsaktiebolaget Alandia är än idag i huvudsak rederier.
År 2019 fokuserar Alandia sitt affärsområde ytterligare på sjöförsäkringsverksamhet och blir ett publikt försäkringsbolag, Alandia Försäkring Abp.
År 2021 slås Alandia Konsoliderings Ab (Liv-Alandia) samman med Alandia Försäkring Abp.